# Christopher Katongo
Christopher Katongo (ur. 31 sierpnia 1982 w Mufulirze) – zambijski piłkarz występujący na pozycji pomocnika. Brat Felixa Katongo.

## Kariera
Karierę rozpoczynał w 1998 roku w zambijskim klubie, Kalulushi Modern Stars i balansował z tym klubem na granicach pierwszej i drugiej ligi. W roku 2001 klub ten zmienił swoją nazwę z Kalulushi na Chibuluma i spadł z ligi. Jednak w przerwie między rundami Katongo zdecydował się zmienić klub na Green Buffaloes, z którym zajął 7. miejsce, strzelając 5 goli w 17 meczach. W sezonie 2002 rozegrał 30 meczów i strzelił 6 bramek, a jego klub zajął 3. miejsce z jednopunktową stratą do lidera. W sezonie 2003 Katongo sięgnął po wicemistrzostwo kraju. Rozegrał 28 meczów i 9 razy trafiał na listę strzelców.
W sezonie 2004/2005 Katongo wypatrzyli działacze klubu z Południowej Afryki, Jomo Cosmos. Strzelił 8 bramek w 28 meczach, a jego nowa drużyna utrzymała się w lidze, zajmując 13. miejsce. Od przerwy zimowej sezonu 2006/2007 Katongo został zawodnikiem duńskiego Brøndby IF, podpisując kontrakt na cztery lata. Przed wyjazdem do Danii Zambijczyk z 15 golami w 15 meczach był liderem klasyfikacji strzelców ligowych. W Brøndby Katongo grał do końca sezonu 2007/2008, ale nie odniósł większych sukcesów.
Latem 2008 wyjechał do niemieckiej Arminii Bielefeld, która zapłaciła za niego kwotę 2 milionów euro. W 2010 roku został piłkarzem Skody Xanthi, a w 2011 roku Henan Construction. Następnie występował w zespołach Lamontville Golden Arrows, Bidvest Wits oraz Green Buffaloes. W 2017 roku zakończył karierę.
| Sezon   | Klub                      | Kraj   | Flaga             | Rozgrywki              | Mecze | Bramki |
| ------- | ------------------------- | ------ | ----------------- | ---------------------- | ----- | ------ |
| 1998    | Kalulushi Modern Stars    | Zambia | Zambia            | Zambian Premier League | ?     | ?      |
| 1999    | Kalulushi Modern Stars    | Zambia | Zambia            | Zambian Premier League | ?     | ?      |
| 2000    | Kalulushi Modern Stars    | Zambia | Zambia            | Zambian Premier League | ?     | ?      |
| 2001    | Kalulushi Modern Stars    | Zambia | Zambia            | Zambian Premier League | ?     | ?      |
| 2001    | Green Buffaloes F.C.      | Zambia | Zambia            | Zambian Premier League | 17    | 5      |
| 2002    | Green Buffaloes F.C.      | Zambia | Zambia            | Zambian Premier League | 30    | 6      |
| 2003    | Green Buffaloes F.C.      | Zambia | Zambia            | Zambian Premier League | 28    | 9      |
| 2004    | Green Buffaloes F.C.      | Zambia | Zambia            | Zambian Premier League | 0     | 0      |
| 2004/05 | Jomo Cosmos               | RPA    | Południowa Afryka | Premier Soccer League  | 28    | 8      |
| 2005/06 | Jomo Cosmos               | RPA    | Południowa Afryka | Premier Soccer League  | 0     | 0      |
| 2006/07 | Jomo Cosmos               | RPA    | Południowa Afryka | Premier Soccer League  | 15    | 15     |
| 2006/07 | Brøndby IF                | Dania  | Dania             | Superligaen            | 15    | 5      |
| 2007/08 | Brøndby IF                | Dania  | Dania             | Superligaen            | 27    | 5      |
| 2008/09 | Brøndby IF                | Dania  | Dania             | Superligaen            | 2     | 0      |
| 2008/09 | Arminia Bielefeld         | Niemcy | Niemcy            | Bundesliga             | 33    | 3      |
| 2009/10 | Arminia Bielefeld         | Niemcy | Niemcy            | Bundesliga             | 28    | 7      |
| 2010/11 | Skoda Xanthi              | Grecja | Grecja            | Super League           | 28    | 2      |
| 2011    | Henan Construction        | Chiny  |                   | Super League           | 16    | 2      |
| 2012    | Henan Construction        | Chiny  |                   | Super League           | 26    | 9      |
| 2013    | Henan Construction        | Chiny  |                   | League One             | 29    | 10     |
| 2013/14 | Lamontville Golden Arrows | RPA    | Południowa Afryka | Premier Soccer League  | 11    | 0      |
| 2014/15 | Bidvest Wits              | RPA    | Południowa Afryka | Premier Soccer League  | 17    | 2      |

## Kariera reprezentacyjna
W latach 2003–2016 Katongo rozegrał 105 spotkań i zdobył 23 bramki w reprezentacji Zambii. Ma za sobą udział w eliminacjach do Mistrzostw Świata 2006, a także występy podczas Pucharu Narodów Afryki 2006 w Egipcie.
Z reprezentacją Zambii zdobył Puchar Narodów Afryki 2012 i został uznany najlepszym zawodnikiem turnieju.